# Eo biển La Pérouse
Eo biển La Pérouse, hay eo biển Sōya (tiếng Nhật: 宗谷海峡, âm Hán Việt: "Tông Cốc hải hiệp") là một eo biển phân tách phần phía nam đảo Sakhalin của Nga với đảo Hokkaidō của Nhật Bản, và nối giữa biển Nhật Bản ở phía tây với biển Okhotsk ở phía đông.
Eo biển dài 40 km (25 mi) và sâu 20 đến 40 m (66 đến 131 ft). Một nhóm đảo đá nhỏ có tên là Kamen Opasnosti (theo tiếng Nga có nghĩa là "đá nguy hiểm") nằm ở vùng nước thuộc Nga tại phần đông bắc của eo biển. Một hòn đảo nhỏ khác, Bentenjima, nằm gần bờ biển phía Nhật Bản của eo biển.
Eo biển được đặt tên theo Jean-François de Galaup, comte de Lapérouse, người đã thám hiểm eo biển vào năm 1787.
Lãnh hải thuộc lãnh thổ Nhật Bản mở rộng ra ba hải lý trên eo biển La Pérouse thay vì 12 hải lý như thông thường, theo như tường trình là đển cho phép các tàu chiến và tàu ngầm có trang bị vũ khí hạt nhân của Hải quân Hoa Kỳ có thể quá cảnh qua eo biển mà không vi phạm lệnh cấm chống lại vũ khí hạt nhân của Nhật Bản trên lãnh thổ của mình.